# Gluggarnir

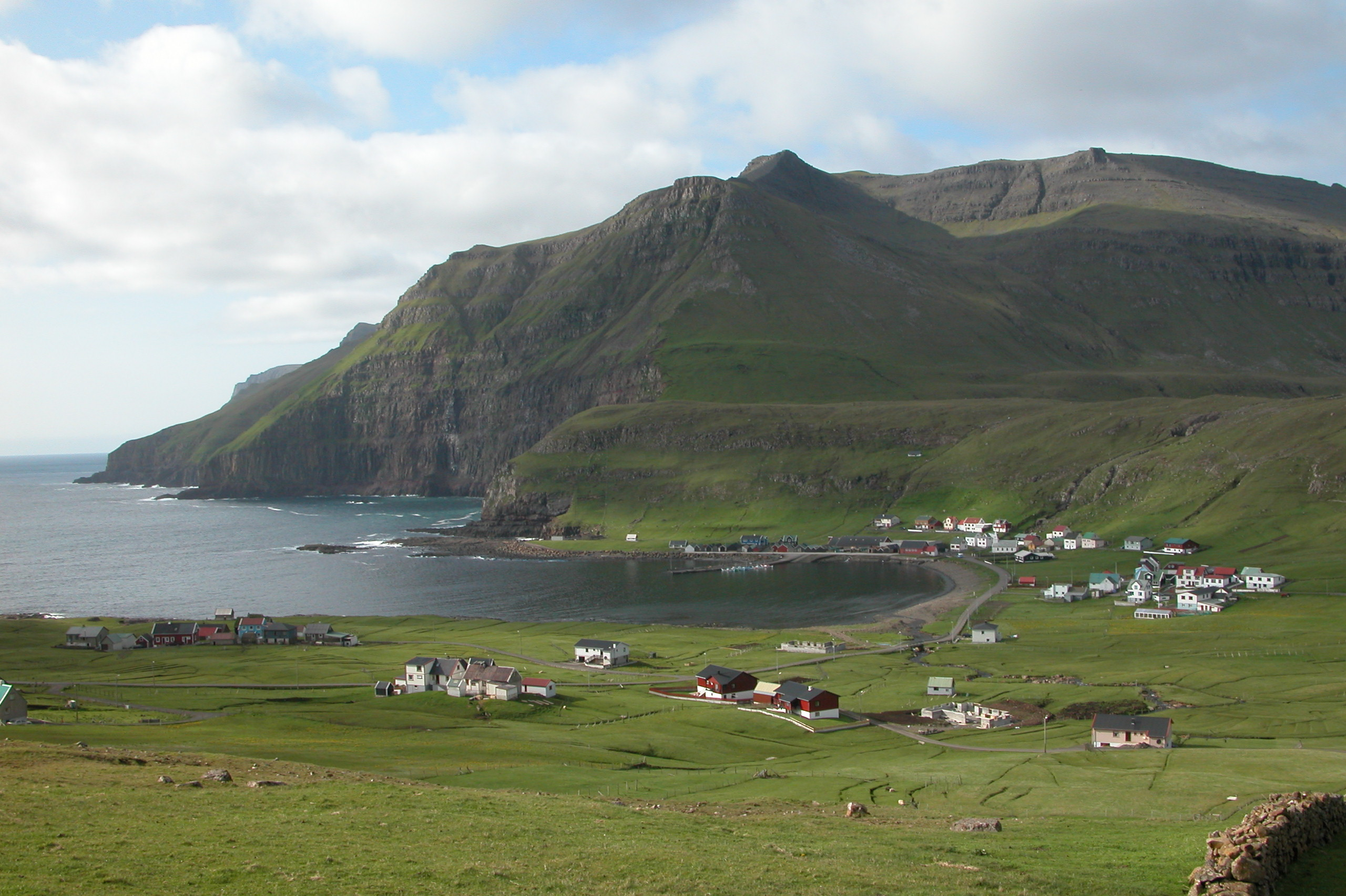
Bygden Fámjin med Gluggarnir i bakgrunden.

Gluggarnir är ett 610 meter högt berg beläget på den färöiska ön Suðuroy. 
Berget är ön Suðuroys högsta berg, men endast Färöarnas 106 högsta berg. Gluggarnir ligger norr om bygden Fámjin och insjön Kirkjuvatn.